# Pilsbryspira jayana
Pilsbryspira jayana is een slakkensoort uit de familie van de Pseudomelatomidae. De wetenschappelijke naam van de soort is voor het eerst geldig gepubliceerd in 1850 door C.B. Adams.